# 市劇院站 (胡志明市)
市劇院站位於越南胡志明市第一郡𤅶犧坊，是胡志明市都市鐵路1號線的一個車站。 2024年12月22日正式啟用。

## 車站概況

### 歷史
本站於2024年12月22日與胡志明市都市鐵路1號線一同正式啟用。

### 車站樓層
全站除地面層外共設有四層，包括：
- G層（地面層）：出入口。
- B1層（地下一層）：售票區、商業區、閘機區。
- B2層（地下二層）：側式月臺L1 1號線濱城方向乘車區。
- B3層（地下三層）：技術設備區。
- B4層（地下四層）：側式月臺L1 1號線仙泉客運站方向乘車區。

### 站線佈置
| G      | 地面層                                                               | 出入口                 |
| B1     | 地下一層                                                             | 售票區、商業區、閘機區 |
| B2     | 側式月臺                                                             | 側式月臺               |
| 月臺 1 | ← L1 1號線 濱城方向 （起訖站）可轉乘 L2 2號線、L3A 3A號線 或L4 4號線 |                        |
| B3     | 地下三層                                                             | 技術設備區             |
| B4     | 側式月臺                                                             | 側式月臺               |
| 月臺 2 | L1 1號線 仙泉客運站方向 （下站：巴遜） →                             |                        |

### 出入口
市劇院站目前共設有5個出入口。
|      |      |      |                        |                  |
| 編號 | 设施 | 照片 | 出口指示               | 建議前往的目的地 |
| 1    |      |      | 黎利街、阮惠街         |                  |
| 2    |      |      | 黎利街、巴斯德街       |                  |
| 3    |      |      | 黎利街、阮惠街         |                  |
| 4    |      |      | 黎利街、阮惠步行街     |                  |
| 5    |      |      | 黎利街、同起街、市劇院 |                  |
|      |      |      |                        |                  |

## 鄰近地點
- 胡志明市大劇院
- 阮惠步行街
- 胡志明市人民委員會大廳
- 西貢中心
  - 高島屋
- 西貢歐陸飯店
- 帆船酒店
- 藍山廣場